# Marie Gutheil-Schoder
Marie Gutheil-Schoder   (Weimar, 16 de febrer de 1874 - Ilmenau, 4 d'octubre de 1935) va ser una important soprano alemanya.
Nascuda Marie Schoder a Weimar, es va casar amb Gustav Gutheil el 1899, amb qui va viure fins a la seva mort el 1914. El 1920 es va casar amb el fotògraf Franz Xaver Setzer.
Va debutar en el paper secundari de la Primera Dama a l'Òpera de Weimar Court a La flauta màgica a la seva ciutat natal de Weimar el 1891. Gustav Mahler la va contractar per a l'Òpera Estatal de Viena el 1900, on va romandre fins al 1926. Royal Opera House com a Octavian a Der Rosenkavalier el 1913. Un dels seus famosos papers era la seva interpretació d'una Carmen "estranya i nietzscheana". Va ser vista a l'estrena a Viena del 1914 del ballet de Richard Strauss, Josephslegende com a dona de Potiphar. Va crear Esmeralda en l'estrena mundial de l'òpera Notre Dame de Franz Schmidt el mateix any.
Gutheil-Schoder va crear el paper extremadament difícil del monodrama d'Arnold Schoenberg, Erwartung el 1924 a Praga; a principis d'aquest any, va interpretar el seu Pierrot Lunaire. Mahler la va anomenar "un geni musical" i era molt considerada com a música i actriu cantant, tot i que semblava ser, com va escriure un crític vienès, "la cantant sense veu". En la seva carrera posterior, es va convertir en directora d'òpera.
També era una pedagoga molt coneguda, una de les seves estudiants fou la mezzosoprano Risë Stevens. Va morir als 61 anys a Ilmenau, Alemanya.

## Enregistraments
El 1902 va enregistrar per a "Gramophone & Typewriter Company Records", a Viena: es van interpretar dos fragments de Carmen, una ària de Die lustigen Weiber von Windsor i duets de La dame blanche i Les contes d'Hoffmann. Se l'escolta al volum I de The Record of Singing "d'EMI", al duet de La dame blanche.
El 2004, "Symposium Records" va publicar un Compact Disc titulat Vienna - The Mahler Years. S'inclouen els dos duets enregistrats per Gutheil-Schoder (amb Franz Naval), juntament amb els enregistraments de Selma Kurz, Leo Slezak, Erik Schmedes, Lilli Lehmann, etc.